# Shuto-autosnelweg (Wangan-lijn)
De Wangan-lijn (Japans: 首都高速道路湾岸線, Shuto Kōsokudōro Wangan-sen, kortweg Wangan-sen) is een ruime zestig kilometer lange Shuto-autosnelweg in Groot-Tokio. De tolweg loopt langs de Baai van Tokio van Yokohama (in Kanagawa) via Tokio naar Ichikawa (in Chiba). Het is een belangrijke route voor de kunstmatige eilanden in de baai die middels tunnels en bruggen met elkaar verbonden worden. 